# Phigys solitarius
El lori solitario (Phigys solitarius) una especie de ave psitaciforme de la familia Psittaculidae endémica de las islas de Fiyi. Es el único representante del género Phigys. Habita en los bosques tropicales y también en los jardines urbanos de Suva.

## Descripción

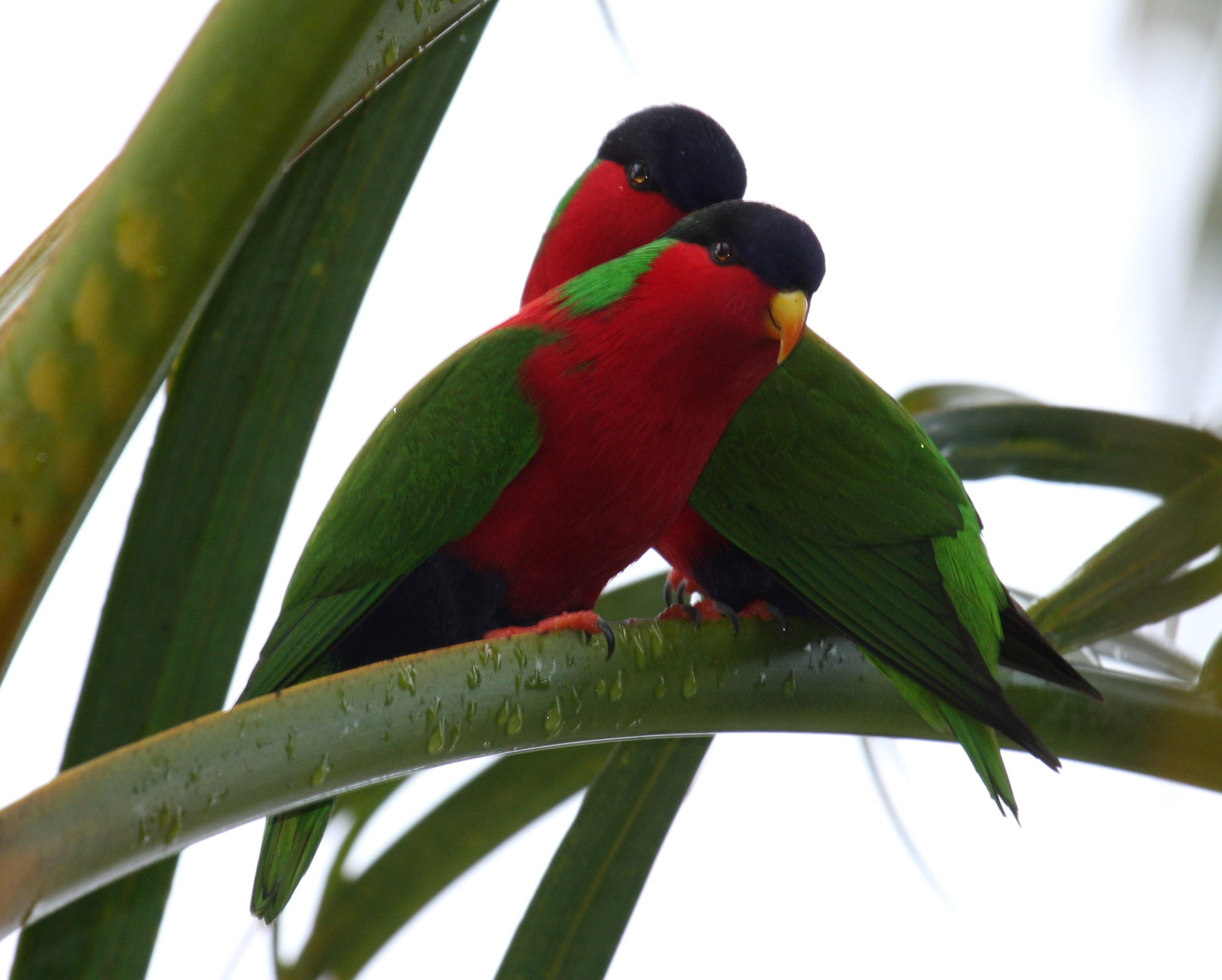
En Matei, Taveuni, islas Fiyi.

Los adultos miden alrededor de 20 cm y muestran cierto dimorfismo sexual. El macho tiene las mejillas, cuello, pecho y parte superior del vientre y manto de color rojo escarlata intenso. Su píleo es de color morado. Presenta zonas con plumas alargadas de color verde lima en ambos laterales de la parte posterior del cuello. Sus alas, espalda y cola son verdes. Su pico es de color amarillo anaranjado, sus patas anaranjado rosáceas y el iris de sus ojos rojos. La hembra es similar pero tiene el píleo más claro y tiene un tinte verdoso en la parte posterior. Los juveniles son de tonos más apagados con ciertas estriaciones violáceas en el pecho y parte superior del vientre, tienen el pico pardo y el iris de sus ojos es castaño claro.

## Taxonomía y etimología

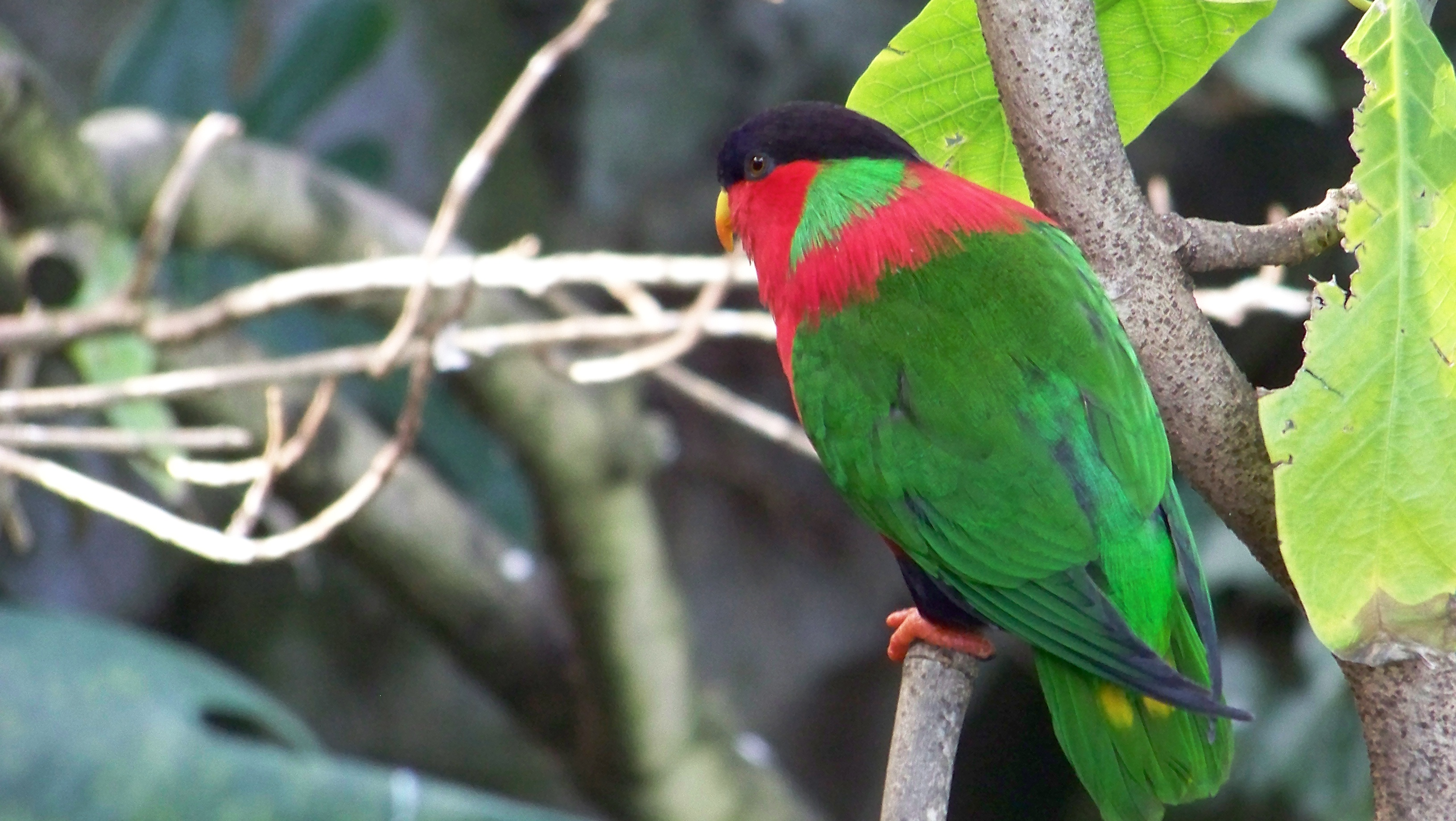
Ejemplar en cautividad.

El lori solitario fue descrito científicamente por el naturalista alemán Georg Adolf Suckow en 1800, y fue trasladado en el género Phigys por el naturalista inglés George Robert Gray en 1870. Es la única especie del género Phigys, que se sitúa en la familia psittaculidae. A veces se ha considerado perteneciente al género Vini.
En fiyiano se denomina kula. Esta ave era muy apreciada en toda la Polinesia occidental por su llamativo plumaje y se mantuvo una red marítima para el comercio de plumas de kula entre Fiyi, Samoa y Tonga hasta la época colonial. Tanto el ave como sus plumas se llaman ula en samoano y kula en tongano. A pesar de su nombre científico y común el comportamiento de esta especie no es solitario.

## Distribución y hábitat
Su hábitat natural son las selvas húmedas de tierras bajas. Se ha adaptado a los hábitats humanizados y se puede encontrar en Suva. Ocupa en las islas mayores de Fiyi y de las islas Lau a Lakeba y Oneata. Aunque la especie actualmente está confinada en Fiyi, el registro fósil muestra que en el pasado también ocupaba Tonga, y fue exterminada allí por los nativos que colonizaron las islas.

## Comportamiento
A pesar de su nombre el lori solitario encontrarse en parejas o pequeños grupos. Es un buen volador, que vuela rápido y recto con aleteos rápidos. Su llamada consiste en chillidos agudos dobles o simples.
Se alimenta principalmente de frutos, semillas, néctar y brotes. Sus árboles favoritos son el drala (Erythrina variegata), el cocotero (Cocos nucifera) y el introducido e invasor tulipanero africano (Spathodea campanulata).
Anida en el hueco de los árboles, y a veces en el hueco de un coco podrido todavía en el cocotero. Su puesta suele ser de dos huevos en cautividad, pero se desconoce su tamaño en la naturaleza pero se supone que es la misma. La incubación dura unos 30 días, y los polluelos tardan en desarrollarse unas 9 semanas.